# Thông Liêu
Thông Liêu (chữ Hán giản thể: 通辽市, bính âm: Tōngliáo Shì, âm Hán Việt: Thông Liêu thị) là một thành phố tại miền đông Khu tự trị Nội Mông Cổ, Cộng hòa Nhân dân Trung Hoa, nguyên là trung tâm của minh Triết Lý Mộc (哲里木). Địa cấp thị này có diện tích 59.535 km², dân số năm 2003 là 3,17 triệu người. Mã số bưu chính là 028000, mã vùng điện thoại là 0475. Chính quyền địa cấp thị này đóng ở quận Khoa Nhĩ Thấm.

## Hành chính
Về mặt hành chính, thành phố này được chia thành 8 đơn vị cấp huyện gồm 1 quận, 1 thành phố cấp huyện, 1 huyện và 5 kỳ.
- Quận: Khoa Nhĩ Thấm.
- Thành phố cấp huyện: Hoắc Lâm Quách Lặc.
- Huyện: Khai Lỗ
- Kỳ: Khoa Nhĩ Thấm Tả Dực Trung, Khoa Nhĩ Thấm Tả Dực Hậu, Khố Luân, Nại Mạn, Trát Lỗ Đặc.

## Lịch sử
Năm 1914 lập huyện Liêu Nguyên từ minh Triết Lý Mộc. Năm 1918 bỏ huyện Liêu Nguyên để lập huyện Thông Liêu. Năm 1951 bỏ huyện Thông Liêu lập thành phố Thông Liêu. Năm 1958 huyện Thông Liêu nhập vào huyện Liêu Nguyên mới. Năm 1965 lại phục hồi huyện Thông Liêu. Năm 1986 lại nhập huyện Thông Liêu vào Liêu Nguyên. Năm 1999 bỏ minh lập thị.

## Địa lý
Nằm trên ranh giới phía tây của bình nguyên Tùng Liêu, thảo nguyên Khoa Nhĩ Thấm và bình nguyên bồi tích Tây Liêu hà (hoàng kim đái).

## Người nổi tiếng
Vợ của Hoàng Thái Cực thời nhà Thanh (tức mẹ đẻ của hoàng đế Thuận Trị) là Vĩnh Phúc cung Trang phi, họ Bác Nhĩ Tể Cát Đặc hay Hiếu Trang Văn hoàng hậu là người kỳ Khoa Nhĩ Thấm Tả Dực Trung minh Triết Lý Mộc.